# Craterul Marquez
Marquez este un crater de impact meteoritic în Leon County, Texas lângă orășelul Marquez, la 177 km nord-est de Austin, Texas, Statele Unite ale Americii.

## Date generale
Are 12,7 km în diametru și are vârsta estimată la 58 ± 2 milioane ani (Paleocen). Craterul nu este expus la suprafață.

## Vezi și
- Lista craterelor de impact de pe Pământ
- Lista craterelor de impact din America de Nord
- Craterul Odessa Meteor
- Craterul Sierra Madera